# Mateo Mužek
Mateo Mužek (* 29. April 1995 in Graz, Österreich) ist ein kroatischer Fußballspieler.

## Karriere

### Verein
Mateo Mužek spielte in seiner Jugend für NK Kustosija und NK Hrvatski dragovoljac. Für Hrvatski debütierte er in der Saison 2012/13 in der zweithöchsten kroatischen Liga gegen NK Naftaš HAŠK Zagreb. Der Verein stieg am Ende der Saison als Meister in die 1. Liga auf. Mužek wurde nach dem Aufstieg für die folgende Saison innerhalb der Stadt Zagreb an den Zweitligisten NK Lučko verliehen. Nachdem die Leihe ausgelaufen war, schloss er sich HNK Gorica an. Ein Jahr später folgte ein Wechsel nach Slowenien zum Erstligisten NK Zavrč. Mit dem Verein entging er in der Relegation der Saison 2015/16 gegen NK Aluminij dem Abstieg. Bereits nach dieser Spielzeit wechselte Mužek erneut seinen Verein und unterschrieb beim NK Rudar Velenje. Dort war er in der folge absoluter Stammspieler. Im Juli 2017 wechselte der Abwehrspieler nach Aserbaidschan zu Neftçi Baku. Dort kam er jedoch nur zweimal zum Einsatz. Daraufhin wechselte er im Februar 2018 zu Schachtjor Qaraghandy nach Kasachstan. Nachdem die Saison 2018 beendet war, unterschrieb er einen Vertrag über sechs Monate beim schottischen Erstligisten FC St. Mirren. Danach wechselte er zu Sheriff Tiraspol.

### Nationalmannschaft
Mateo Mužek spielte zwischen 2013 und 2015 für Kroatien. Sein Debüt gab er in der U-19 gegen Tschechien am 30. April 2013. Daneben war er noch in der U-20 und U-21 aktiv.

## Familie
Sein Vater ist der ehemalige Fußballspieler und spätere -trainer Damir Mužek, der zum Zeitpunkt der Geburt seines Sohnes beim Grazer AK spielte.